# SASAC
SASAC is de afkorting van State-owned Assets Supervision and Administration Commission of the State Council. Het is een speciale commissie van de overheid van de Volksrepubliek China en wordt direct beheerd door de Staatsraad van de Volksrepubliek China.
De commissie werd in 2003 opgericht door de samenwerking van verschillende ministeries die te maken hebben met de industrie. Als onderdeel van Chinese economische hervormingen werd bijna de helft van de staatsbedrijven verkocht in de vorm van aandelen. Chinese staatsbedrijven staan onder toezicht van de SASAC, de lokale en nationale (centrale) overheid. De commissie houdt hierbij toezicht om ervoor te zorgen dat de aandelen in goede handen komen. In 2012 hield de commissie toezicht op 117 centraalgeleide staatsbedrijven (中央企业).

## Instituten die verbonden zijn met SASAC
- Information Center
- Technological Research Center for Supervisory Panels Work
- Training Center
- Economic Research Center
- China Economics Publishing House